# Sange i Højskolesangbogen (18. udgave)

Dette er en liste over sange, der er optaget i Højskolesangbogens 18. udgave, udgivet i 2006: 

## Morgen
1. Den signede dag med fryd vi ser
2. Den mørke nat forgangen er
3. Rind nu op i Jesu navn
4. Nu rinder solen op
5. Vågn op og slå på dine strenge
6. Morgenhanen atter gol
7. Morgenstund har guld i mund
8. Nu ringer alle klokker mod sky
9. Lysets engel går med glans
10. Nu vågne alle Guds fugle små
11. I østen stiger solen op
12. Gud ske tak og lov
13. Nu titte til hinanden
14. Se, nu stiger solen af havets skød
15. See, the golden sun from the ocean rise
16. Begynd daen med en sang
16. Jorden har vendt sig en omgang
17. Når lyset åbner og dagen går
18. I dag skal du løfte dit hoved mod himlen
19. Nu drejer vort land sig mod solen
20. Som sol der rammer klodernes gang
21. Svantes lykkelige dag/Se, hvilken morgenstund
22. Look, real daylight soon
23. Morning has broken
24. Morgenens grålys
25. Nu blitzer edderkoppespind i graner
26. Denne morgens mulighed
27. Solen begynder at gløde
28. Morgen, lys af muligheder
29. Morgenhåb/Når solen fejer gaden fuld af lys
30. Godmorgen, lille land Gribe efter blanke ting
31. Lyset er vendt/Vær vågen en tidlig morgen
32. Den første forårsmorgen/Så kom den lyse morgen
33. Lyset springer pluds’lig ud
34. Når det spirer som i dag/Sang om mit hjerteslag

## Tro
35. Aleneste Gud i himmerig
36. Almægtige og kære Gud
37. Nu fryde sig hver kristen mand
38. Vor Gud han er så fast en borg
39. Guds ord, det er vort arvegods
40. Du, Herre Krist
41. Nu takker alle Gud
42. Befal du dine veje
43. Lover den Herre
44. Herre, Gud, dit dyre navn og ære
45. Om alle mine lemmer
46. Den store, hvide flok vi se
47. Op, al den ting, som Gud har gjort
48. Her vil ties, her vil bies
49. Vor tro er den forvisning på
50. Guds igenfødte, ny-levende sjæle
51. Hvad vindes på verdens vidtløftige hav?
52. Jeg kender et land
53. Himlene, Herre, fortælle din ære
54. Giv mig, Gud, en salmetunge
55. Lovsynger Herren, min mund og mit indre
56. Denne er dagen, som Herren har gjort
57. Kirken den er et gammelt hus
58. At sige verden ret farvel
59. Kirkeklokke! mellem ædle malme
60. Er du modfalden, kære ven
61. Sov sødt barnlille
62. Alt, hvad som fuglevinger fik
63. Vidunderligst af alt på jord
64. O kristelighed
65. Min mund og mit hjerte
66. Vi kan føle, vi skal lære
67. Alt står i Guds faderhånd
68. Alle mine kilder skal være hos dig
69. Guds fred er mer end englevagt
70. Lille Guds barn, hvad skader dig
71. Til himlene rækker din miskundhed, Gud
72. Dejlig er jorden
73. Jeg har en angst som aldrig før
74. Amazing Grace
75. Nåden er din dagligdag
76. Du, som gir os liv og gør os glade
77. Du satte dig selv i de nederstes sted
78. Menneske, din egen magt
79. Uberørt af byens travlhed
80. Spænd over os dit himmelsejl
81. Du kom til vor runde jord
82. Blinkende dråber
83. Troen er ikke en klippe

## Liv
84. Sorrig og glæde de vandre til hobe
85. Tit er jeg glad og vil dog gerne græde -  Denne sang findes på Wikisource.
86. Hulde engel, du min barndoms ven
87. Udrundne er de gamle dage
88. Nu skal det åbenbares
89. Er lyset for de lærde blot
90. Der skinner en sol i lys og løn
91. Folkeligt skal alt nu være
92. Hvad solskin er for det sorte muld
93. Ingen har guldtårer fældet
94. Menneskelivet er underligt
95. Et jævnt og muntert, virksomt liv på jord
96. A plain and active joyful life on earth
97. Jeg elsker den brogede verden
98. På det jævne, på det jævne
99. Jo, jo gøgleri er en nobel kunst
100. Hvem sidder dér bag skærmen/Jens Vejmand
101. Nu hulker den, nu hvæser den
102. Jeg ved en lærkerede
103. En sømand har sin enegang
104. De små børns smil/Jeg samler på de små børns smil
105. Forlad os vor skyld for hver drøm, vi har dræbt
106. Man ser en virksom by
107. Her er en sang om en mand, der hed Larsen/Sangen om Larsen
108. Ud ad landevej’n der sku’ man gå
109. Her står jeg hver aften på “risten”/Manden på risten
110. Byens lys
111. I dit korte liv/Tilgi’ jeg sir et letsindigt ord
112. Solen står stille i Gibeons dal
113. Du skal plante et træ
114. Vinden blæs synna, og vinden blæs norda
115. Så länge skutan kan gå
116. Vi, der valgte regnen
117. O at være en høne/Være-digtet
118. Begik du livet/Et mannakorn
119. Det var en liten gutt som gikk og gret
120. Har du visor, min vän
121. When I find myself in times of trouble/Let it be
122. Med store undrende øjne går jeg/Noget om kraft
123. Et samfund kan være så stenet
124. Mens jorden driver roligt rundt/Sang om jorden
125. Vi har kun én sol
126. Duerne flyver af og til op
127. I see trees of green/What a wonderful World
128. For livet, ikke for skolen
129. Jeg ejer både mark og eng
130. Dansa med änglarna/I en värld full av kosmiska under
131. Tænk at livet
132. Lazarus lå i sin grav
133. Floden er gammel og floden er ung/Mørkets sang
134. Barndommens land
135. Ensømedenbådogenmåge/Udsigt i kikkert
136. Jeg er træt af mig selv og mine plomber/Svantes sorte vise
137. Masser af succes
138. Om lidt bli’r her stille
139. Når nu min verden bliver kold og forladt/Papirsklip
140. De kom flyvende med storken/De smukke unge mennesker
141. Der er så meget, der kan trykke/Livstræet
142. Hvad er vel livet uden musik
143. Hvad er år og hvad er alder
144. Tears in Heaven/Would you know my name
145. Kære linedanser, udspændt/Linedanser
146. Og rammer vilde vinde
147. Sat her i forvirringstiden
148. Nu regner det så stille
149. Folk er ikke maskiner/Skumleskumring
150. Dåser rasler i morgengry/Lille mand/Raslende dåser
151. Jeg ser at du er træt

## Sprog og ånd
152. Moders navn er en himmelsk lyd
153. Jeg gik mig ud en sommerdag at høre
154. Kun ord, som går i sagn og sang
155. Velkommen i den grønne lund
156. Til sagn og sange og eventyr
157. Vort modersmål er dejligt
158. I skogen smågutten gik dagen lang
159. Sangen har lysning
160. Derfor kan vort øje glædes
161. Mi nååbo, Pe Sme
162. Den danske sang er en ung blond pige
163. For mig er sprogets klang
164. At lære er at ville
165. Der truer os i tiden
166. Egetræet tungt af alder
167. Jeg ser de lette skyer
168. Fast som en klippe og bred som en strand/Julies sprog
169. I hjerterne begynder
170. Jeg lærte som lille, at tonerne gror
171. Vi søger det frygtløst i dybet
172. Billeder af brand og mord
173. I’m a photographer/I’m Dennis Hopper

## Frihed og fællesskab
174. Frihed er det bedste guld
175. Freude, schöner Götterfunken/Europahymnen
176. Should auld acquaintance be forgot
177. Skuld gammel venskab rejn forgo
178. At samles, skilles ad
179. Die Gedanken sind frei!
180. Farvel min velsignede fødeby
181. Folket er endnu forblindet
182. Undrer mig på, hvad jeg får at se
183. Den trænger ud til hvert et sted
184. Ole sad på en knold og sang
185. Sej mæ, ska vi mej i kri?
186. Kringsatt av fiender
187. Livet er en morgengave/Noget om helte
188. Noget om billigrejser/Jorden drejer om sin akse
189. Jeg er kommet hertil fra en verdensfjern egn/Ulandsvise
190. In my life/There are places I’ll remember
191. What would you do/With a little help from my friends
192. Så dyrker de korn på et alter i Chile
193. Jeg er født i dette lave land
194. Venter du efter at solen skal skinne
195. Giv dem himlen tilbage
196. Du är det finaste jag vet
197. Bag på cyklen, hjulet snurrer/Mormors kolonihavehus
198. Friheden flyver/Stjernerne blinker, jorden drejer rundt
199. Engang var frihed ordet
200. Se, hvilket menneske
201. Danskerne findes i mange modeller
202. At kende sig selv
203. When you’re down and troubled/You’ve got a friend
204. Über den Wolken/Wind Nord-Ost, Startbahn null drei
205. Jeg drømmer så tit om et sted
206. Hvor du sætter din fod

## Året
207. For dig, o Herre, som dage kun
208. Dybt hælder året i sin gang -  Denne sang findes på Wikisource.
209. Som året går

### Tidlig vinter
210. Mørk er november
211. Skyerne gråner, og løvet falder
212. Den sorte fugl er kommet

### Advent
213. Vær velkommen, Herrens år (advent)
214. Det første lys er Ordet, talt af Gud
215. Gør døren høj, gør porten vid!
216. Blomstre som en rosengård
217. Der er noget i luften

### Jul
218. Ind under jul, hvor er det trist
219. Julebudet til dem, der bygge
220. Lovet være du, Jesus Krist!
221. Nu vil vi sjunge og være glad
222. En rose så jeg skyde
223. Hjerte, løft din glædes vinger!
224. I denne søde juletid
225. Den yndigste rose er funden
226. Mit hjerte altid vanker
227. O du fröliche, o du selige
228. Det kimer nu til julefest
229. Et barn er født i Betlehem
230. Velkommen igen, Guds engle små
231. Lad det klinge sødt i sky
232. Julen har englelyd
233. Kimer, I klokker!
234. Et lidet barn så lysteligt
235. Barn Jesus i en krybbe lå
236. Julen har bragt velsignet bud
237. Glade jul, dejlige jul
238. Stille Nacht, heilige Nacht
239. Silent night
240. Kom, alle kristne
241. O come, all ye faithful
242. Hør, hvor englesangen toner
243. Hark! the herald angels sing
244. Away in a manger
245. Nu tændes tusind julelys
246. And so this is Christmas/Happy Xmas/War is over
247. Vor sol er bleven kold

### Nytår
248. Vær velkommen, Herrens år (nytår)
249. Guds godhed vil vi prise
250. Dejlig er den himmel blå

### Vinter
251. Sneen dækker mark og mose
252. I sne står urt og busk i skjul
253. Det er hvidt herude
254. Der er ingenting i verden så stille som sne
255. Sneflokke kommer vrimlende
256. Spurven sidder stum bag kvist
257. Liden sol i disse uger
258. Vær lidt varsom denne ene morgen
259. Det var en morgen ved vintertid

### Tidligt forår
260. Januarsol/Nu leger tidlig forårssol
261. Vintergæk er brudt af mulden
262. Den blå anemone/Hvad var det dog der skete?
263. Lysfyldt morgen, til marven kold
264. Når vinteren rinder i grøft og i grav
265. Velkommen lærkelil
266. Det er idag et vejr
267. Oh, what a day today
268. Det er lærkernes tid
269. Den kedsom vinter gik sin gang
270. Våren er i luften
271. Nu hælder Europa mod sol igen
272. Bedstefar, tag dine tænder på
273. Luk døren op og se
274. Alt det du vet om

### Påske
275. Stat op, min sjæl, i morgengry!
276. Som den gyldne sol frembryder
277. Påskeblomst! hvad vil du her?
278. Tag det sorte kors fra graven
279. Hil dig, Frelser og Forsoner!
280. Krist stod op af døde
281. Som forårssolen morgenrød

### Sent forår
282. Frydeligt med jubelkor
283. Jeg vælger mig april!
284. Forårets horisont
284. Verden er våd og lys
285. Det er forår. Alting klippes ned
286. Det er så køhnt, det er så dejle
287. Grøn er vårens hæk Gubben Noach
288. Den grønne søde vår
289. Fo’ ajle di små blomster
290. Han kommer med sommer
291. Storken sidder på bondens tag
292. Kom, maj, du søde milde!
293. Komm, lieber Mai, und mache
294. Å så let er dit fodtrin
295. Se, det summer af sol over engen
296. Det dirrer i luften af dråbestøv
296. Våraften
297. Sangen om sol og syrener
298. Idas sommarvisa/Du skal inte tro det blir sommer/Jag gör så att blommarna blommar
299. Fra påskeblæst til pinsesol

### Pinse
300. Nu bede vi den Helligånd
301. Kærligheds og sandheds Ånd!
302. Du, som går ud fra den levende Gud
303. I al sin glans nu stråler solen

### Tidlig sommer
304. Gak ud, min sjæl, betragt med flid
305. Geh aus, mein Herz, und suche Freud
306. Det dufter lysegrønt af græs
306. Sommersalme
307. Nu blomstertiden kommer
308. Den blomstertid nu kommer
309. Når egene knoppes
310. Nu lyser løv i lunde
311. Fyldt med blomster blusser
312. Nu blomstrer marken skær med græs
313. Hvor skoven dog er frisk og stor
314. Danmark, nu blunder den lyse nat

### Midsommer
315. I skyggen vi vanke
316. Vi elsker vort land
317. Midsommerteltet, de lyse nætter
318. Du lindar av olvon en midsommarkrans

### Højsommer
319. Herligt, en sommernat
320. Du friske, varme sommerluft
320. Skovbal
321. Du danske sommer, jeg elsker dig
322. Nordenvinden/Se nordenvindens jagen
323. Se dig ud en sommerdag
324. Jeg er havren. Jeg har bjælder på
325. Vi skal ikkje sova bort sumarnatta
326. Det er igen den fine, lyse nat
327. Nu er dagen fuld af sang
328. Natten ser med milde øjne
328. Sommernat
329. Hver gang en sommer igen kommer dragende
329. Sommerens ø
330. Svalerne
330. Vor sommer er solstrejf og brisevift

### Sensommer
331. Vipper springe
332. En stille høstlig brusen
333. Marken er mejet
334. Nu er det længe siden
335. Septembers himmel
336. Det lysner over agres felt
337. Sensommervise
337. Æbler lyser rødt på træernes grene
338. Vägen hem var mycket lång

### Efterår
339. Vi pløjed, og vi så’de
340. Du gav mig, o Herre, en lod af din jord
341. Nu falmer skoven trindt om land
342. Du bakkebløde bondeland
343. Efterårsblæst
343. Nu lyser bøgens blade atter op
344. Høstvise/Nu hælder året mod sit fald
345. Det løvfald, som vi kom så alt for nær
346. Oktoberdagens skiften

## Norden

### Danmark
347. Der er et yndigt land
348. Underlige aftenlufte
349. Kær est du, fødeland, sødt er dit navn
350. Rosen blusser alt i Danas have
351. Langt højere bjerge så vide på jord
352. Kærlighed til fædrelandet
353. Fædreneland
354. Danmarks engel/Du, som våged over barnelivet
355. Bladet i bogen sig vender
356. I Danmark er jeg født, dér har jeg hjemme
357. Hist, hvor vejen slår en bugt
358. Where the road bends, there you see
359. Jylland mellem tvende have
360. Jyden han æ stærk å sej
361. Jeg ved, hvor der findes en have så skøn
362. Jeg elsker de grønne lunde
363. I Synnerjylland, dér er æ føjt
364. Venner, ser på Danmarks kort
365. Vi sletternes sønner
366. Jeg ser de bøgelyse øer
367. Der dukker af disen min fædrene jord
368. Jeg lagde min gård i den rygende blæst
369. Du kære blide danske bæk
370. Havet omkring Danmark
371. Som en rejselysten flåde
372. Du gav os de blomster
373. For en fremmed barskt og fattigt
374. Hvor smiler fager den danske kyst
375. Jeg svømmer ind fra Kattegat
376. Blæsten går frisk over Limfjordens vande
377. Her har hjertet hjemme
378. Jeg ser mig selv så blufærdigt stå
379. Vasketøj vajer for vinden
380. Se solen stiger op over bilkirkegården
381. Danmark, dit indre ocean
382. Stenen slår smut på det danske vand
383. Farvernes land
383. Farvernes landskab
384. Gamle Danmark/Danmark gamle barndomsland
385. Der er et venligt lille land
386. En stribe grønt
386. Mit land

### Grønland
387. Vort ældgamle land
388. Nunarput utoqqarsuanngoravit
389. Et vældigt klippeland
390. Nuna asiilasooq
391. Højt over jorden den blånende himmel
392. Ung har jeg været, så dejlig og trind
393. Som en morgen, når solen står strålende op
394. Med kåde smil den lyse sol står op

### Færøerne
395. O Færø så fager
396. Tu alfagra land mitt, min dýrasta ogn
397. Jeg ved et land, hvor fjelde står
398. Den mindste klump, mit lille våde land
399. Kom nu, veninde
400. Fagre blomst på fjeldets side
400. Min blomst

### Island
401. Vort hjemlands Gud, vort hjemlands Gud
402. Ó, Gud vors lands! Ó, lands vors Gud!
403. O sommersol, så signefuld
404. Rid nu, rid nu, rask henover sandet

### Norge
405. Ja, vi elsker dette landet
406. Per Spelmann
407. Og ræven lå under birkerod

### Sverige
408. Du gamla, du fria, du fjällhöga Nord
410. Fjäriln vingad syns på Haga
411. Vila vid denna källa
412. Ack, Värmeland, du sköna
413. Herre min Gud, vad den månen lyser
414. Vi sålde våra hemman och gav oss sedan ut
415. Jag längtar till Italien
416. Byssan lull
417. Ge mig en dag av vindar och sol

### Åland
418. En sjöman älskar havets våg

### Finland
419. Vårt land, vårt land
420. Fjärran han dröjer från grönskande dalar

## Kærlighed
421. En yndig og frydefuld sommertid
422. It was a lover and his lass
423. Chrysillis
424. Candida
425. Jag vet en dejlig rosa
426. Vem kan segla förutan vind
427. Uti vor hage där växa blå bär
428. Sah ein Knab ein Röslein stehn
429. Nys fyldte skøn Sired sit attende år
430. Jeg kan se på dine øjne
431. Det var en lørdag aften (folkevise)
432. Det var en lørdag aften (PH)
433. Roselil’ og hendes moder
434. Hr. Peder kasted runer over spange
435. Early one morning
436. Hun er sød, hun er blød
437. Mads Doss
438. Hvad er det, min Marie!
438. Min Marie
439. Det er så yndigt at følges ad
440. Stille, du elskede kvinde!
441. Alle mine længsler de smyger sig om dig
442. Den milde dag er lys og lang
443. Min pige er så lys som rav
444. Den första gång jag såg dig
445. Bækken løber let på slebne småsten
446. Å, den som var en løvetann
447. I’ll never fall in love again
447. What do you get when you fall in love
448. Veronica
449. Jeg drømte om atten svaner i nat
450. Mit liv er knap en flaske værd
451. Solen gaber søvnigt bag et træ
452. Går igennem mørket for at
453. Du kom med alt det der var dig
453. Forelskelsessang
454. Kærlighedssang
454. Som solskin over mark og hav
455. Right next to the right one
455. What if we were meant to be together
456. En kort en lang
456. Min kære ven

## Folkeviser
457. Dronning Dagmar ligger udi Ribe syg
458. Skammel han bor sig nør i Thy
459. Hr. Oluf, han rider
460. Jeg var mig en fattig ungersvend
461. Villemand og hans væne brud
462. Agnete og Havmanden
462. Agnete, hun stander på højelandsbro
463. Prinsessen sad i højeloft
464. Ramund var sig en bedre mand
465. Der stode tre skalke
466. Der står en lind i min faders gård
467. Den sømand, han må lide

## Historien
468. Som dybest brønd gi’r altid klarest vand
469. Jeg Drømte mig en drøm i nat
470. I gamle dage det var engang
471. I alle de riger og lande
472. På Sjølunds fagre sletter
473. Sol er oppe
474. Kong Vermund den gamle
475. Danmark, dejligst vang og vænge
476. I Skanderborrig enge
477. På Tave bondes ager ved Birkende by
478. Skipper Klements morgensang/Skærm jeres hus med grav og planke
479. Min tunge skal med stemme
480. En gammel mager karl, som spiste ene
481. Kong Kristjan stod ved højen mast
482. Udrust dig, helt fra Golgata
483. For bønder himlens fugle mer
484. Lynildsmand, som for vort øje
485. De snekker mødtes i kvæld på hav
486. Kommer hid, I piger små!
487. Sig nærmer tiden, da jeg må væk
488. Den gang, jeg drog af sted
489. Her rejses en skole
490. Vi fik ej under tidernes tryk
491. Det var en sommermorgen
492. De vår en daw i høstens ti
493. Du skønne land med dal og bakker fagre
494. Hvad synger du om
495. Det, som lysner over vangen
496. Venner, hvor er vort fædreland dog kønt
497. Det haver så nyligen regnet
498. Han gik no å pløje å nynne en vis
498. Madeleine
499. Det lyder som et eventyr
500. Internationale/Rejs jer, fordømte her på jorden
501. Flyv højt, vor sang, på stærke vinger
502. Snart dages det, brødre, det lysner i øst
503. Du husmand, som ørker den stridige jord
504. Jeg bærer med smil min byrde
505. Deteros, deteros
506. Når jeg ser et rødt flag smælde
507. Danmark for folket
508. Fra seklernes morgen der stiger en sang
509. Die Moorsoldaten
509. Wohin auch das Auge blicket
510. De mørke fugle fløj
511. Man binder os på mund og hånd
512. Det mørkner i vort år
513. Men det bli’r atter stille efter stormen
514. En lærke letted, og tusind fulgte
515. Det kom som en susen ved aften
516. Where have all the flowers gone
517. Sag mir, wo die Blumen sind
518. Come gather ’round people
518. The times they are a-changing
519. I har slået med knipler
520. Wind of change/I follow the Moskav down to Gorky Park

## Bibelhistorien
521. Gud planted en have fra øst til vest
522. Abraham sad i Mamre-lund
523. Kong Farao var en ugudelig krop
524. Jeg gik i marken og vogtede får
525. Guldkalven/Der går gennem verden en hinkende dans
526. Der sad en fisker så tankefuld
527. Zakæus var nok blevet mobbet
528. Skal der stenes, bør den første sten
529. En sædemand gik ud at så
530. Apostlene sad i Jerusalem
531. I kvæld blev der banket på helvedes port

## Aften
532. Når mørket jorden blinder
533. Nu hviler mark og enge
534. Den klare sol går ned
535. Hvilestunden er i vente
536. Tiden skrider, dagen rinder
537. Sig månen langsomt hæver
538. Der Mond ist aufgegangen
539. Nu er jord og himmel stille
540. Jeg er træt og går til ro
541. Natten er så stille
542. Der står et slot i vesterled
543. Dagen går med raske fjed
544. Til vor lille gerning ud
545. Bliv hos os, når dagen hælder
546. Den skønne jordens sol går ned
547. Fred hviler over land og by
548. Kølig det lufter i måneskin mat
548. Midsommers-Natten ved Frederiksborg
549. Altid frejdig, når du går
550. Klokken slår
551. Sleep my love, and peace attend thee
552. Tunge, mørke natteskyer
553. Jeronimus’ sang/Fordum var der fred på gaden
554. Sænk kun dit hoved, du blomst
555. Stille, hjerte, sol går ned
556. Nu er den skønne dag forbi
557. Sov, min egen, sov, lille nor
558. Jeg skal våge og være dig bi
559. Nocturne/Sov på min arm!
560. Forårsnat/Nu sænker Gud sit ansigt over jorden
561. Noget om en dejlig nat/Søen ligger blank og våd
562. Nu går solen sin vej
563. Du, som har tændt millioner af stjerner
564. Go’ nu nat
565. Aftenhimlens strålesymfoni
566. Nu sænkes overalt
567. Aftenrøde over tage
568. Et hav, der vugger sig til ro
569. I dagens sidste soledans
570. Sov nu sødt
571. Natten gik med sine drømme
572. I skovens dybe, stille ro

## Højskolesangbogens 19. udgave (2020)
19. udgave indeholder 601 sange. Det er 29 flere end i 18. udgave af Højskolesangbogen. 122 sange er gået ud, og 151 er kommet til. Størst debat vakte sangen »Ramadan i København«, fordi det er en muslimsk sang, og den var (som nogle andre også) nyskrevet og havde altså ikke optjent værdighed.